# Algebrai függvény
Algebrai függvénynek nevezik azokat, amelyeknek a leképezése felírható a 
{\displaystyle \sum _{i=1}^{k}a_{i}x^{m_{i}}y^{n_{i}}=0}
implicit alakban, ahol a kitevők {\displaystyle m_{i}\in \mathbb {Z} } és 
{\displaystyle n_{i}\in \mathbb {Z} } . Ha a függvény leképezése nem adható meg ebben a kétváltozós polinom-alakban, akkor transzcendens függvénynek nevezik.
Az implicit egyenlet minden esetben egy relációt definiál. Ha ez egyértelmű, akkor az implicit egyenlet az {\displaystyle y} változóra algebrai úton megoldható, azaz {\displaystyle y=f(x)} explicit alakban is felírható. Az {\displaystyle f(x)} kifejezéstől függően 
- racionális egészfüggvényt (polinomfüggvényt),

{\displaystyle y=a_{n}x^{n}+a_{n-1}x^{n-1}+...+a_{1}x+a_{0}} ,
- racionális törtfüggvényt

{\displaystyle y={\frac {a_{m}x^{m}+a_{m-1}x^{m-1}+...+a_{1}x+a_{0}}{b_{n}x^{n}+b_{n-1}x^{n-1}+...+b_{1}x+b_{0}}}}
kapunk.  Minden más kifejezés  
- irracionális függvényt határoz meg.

pl. {\displaystyle y=2x^{5}+7x^{-3}+{\sqrt {4x^{2}+5x-1}}}